# Des héros sans nom
Ne doit pas être confondu avec Invisible Heroes.
Des héros sans nom (en coréen : 이름 없는 영웅들) est un film d'espionnage[Information douteuse] nord-coréen de Ryu Ho-son et Ko Hak-lim, diffusé en vingt épisodes d'une heure chacun entre 1978 et 1981. Il fut diffusé par la suite au Japon en 2007.

## Synopsis
Deux espions nord-coréens, Yu Rim (Kim Ryong-lin) et Kim Soon-hee (Kim Jung-hwa), surveillent les agissements des militaires américains et sud-coréens à Séoul.

## Autour du film
Kim Ryong-lin et Kim Jung-hwa incarnent les deux personnages principaux. Le film est notamment connu parce qu'on peut y voir, dans des rôles plus ou moins importants, quatre soldats déserteurs américains ayant vécu pendant de longues années en Corée du Nord : Charles Robert Jenkins, James Dresnok, Larry Allen Abshier et Jerry Wayne Parrish,.

### Épisodes
1. Derrière les lignes ennemies (《적후에서》, 1978)
2. Derrière les lignes ennemies à nouveau (《적후에서 또 적후에로》, 1978)
3. Seul derrière les lignes ennemies (《적후에서 홀로》, 1979)
4. Parmi les ruines anciennes (《옛성터에서》, 1979)
5. Diamant (《금강석》, 1979)
6. Coups de feu à minuit (《한밤중의 저격사건》, 1979)
7. Bataille au milieu du calme (《정적속에서의 전투》, 1979)
8. Confrontation dangereuse (《위험한 대결》, 1980)
9. Opération Brouillard (《안개작전》, 1980)
10. Péril » (《위기》, 1980)
11. Ce qui se passe le dimanche (《일요일에 있은 일》, 1980)
12. L'Ombre du rire (《웃음속에 비낀 그늘》, 1980)
13. Panmunjeom (《판문점》, 1980)
14. L'Île de la mort (《죽음의 섬》, 1980)
15. Lors de cette nuit sans lune (《달없는 그밤에》, 1980)
16. La bataille continue (《전투는 계속된다》, 1980)
17. Séduction (《유인》, 1980)
18. Destin (《운명》, 1980)
19. La Lueur du soir (《붉은 저녁노을》, 1981)
20. Nous n'oublions pas (《우리는 잊지 않는다》, 1981)

## Autres sources
- (en) "Unsung Heroes", Kitakyushu Biennial, 2007
- (en) "The World;Another Country, Another M.I.A. Mystery", Philip Shennon, New York Times, 7 juillet 1996
- (en) "Last US defector in North Korea", Penny Spiller, BBC, 23 janvier 2007
- (en) "A Life in the Red", Bruce Bennett, New York Sun, 10 août 2007
- (en) "The Defector", Earl Swift, Style Weekly, 8 septembre 2004
- (en) "In From The Cold", Jim Frederick, Time, 5 décembre 2004